# 莫哈末鑫
莫哈末鑫（1953年3月28日—），马来西亚政治人物，巫统党员。曾任马来西亚工程部长，雪兰莪州雪邦（2004年至2013年）、莎亚南（1999年至2004年）国会议员，前巫统中央委员。

## 个人荣誉
- 雪蘭莪：
  -  雪兰莪王冠拿督勋章（DPMS) —拿督（2001年）
- 彭亨
  -  苏丹阿末沙效忠斯里勋章（SSAP）—拿督斯里（2008年）